# Governador Ratcliffe
Predefinição:DisneyChar
Governor Ratcliffe  é o vilão na história da Disney de 1995 Pocahontas. Ao contrário dos outros vilões da Disney, a personagem é baseada em várias figuras históricas reais. Apesar do capitão do The Discovery, John Ratcliffe, ter sido governador de Jamestown a certo ponto, não foi o primeiro, nem foi o capitão do navio em que John Smith e o resto da tripulação da Virginia chegaram. Ele navegou até Virginia a 19 de Dezembro de1606 de Inglaterra. Quem faz a sua voz é David Ogden Stiers na versão original e, na versão portuguesa, esta é repartida por António Marques e Maurício Luz.No Brasil,foi dublado por Pietro Mário nos diálogos e Maurício Luz nas canções.
Na realidade, o seu primeiro nome era John, mas este nunca é mencionado no filme, muito provavelmente para que não fosse feita confusão com o próprio John Smith.

## História
Dirige uma expedição até à Virginia com o objectivo de encontrar ouro e outras riquezas. Ocultando o seu verdadeiro motivo ao ir para a Virginia de querer manter o dinheiro só para si, incentiva os seus homens com o discurso de que "Esta será a aventura das vossas vidas." e com o incentivo de que toda a gente ficaria rica. Ao desembarcarem na então nomeada Jamestown, Ratcliffe esclarece a John Smith que espera que ele se livre dos nativos a quem chama de selvagens, obtendo a resposta que deseja de John, que afirma não haver motivos de preocupação, já que, para ele, este tipo de ataque não é nada de novo. Durante toda a história, Ratcliffe revela-se ganancioso e sedento de poder, julgando-se sempre incondicionalmente de carácter superior aos índios, àqueles a quem chama repetidamente de selvagens e bábaros, nomeadamente numa das músicas que fazem parte da banda sonora do filme.

## Personagens Associadas

### Percy
É o cãozinho de estimação do Governador. Mimado e irritadiço, passa grande parte do filme a brigar com Meeko, normalmente por causa de comida, ganhando sempre o seu rival. No entanto, no fim do filme, os dois tornam-se amigos. É nesta altura que ele abandona o seu dono, Ratcliffe, e passa a viver com o povo de Pocahontas.

### Wiggins
É o fiel seguidor do Governador e o seu completo oposto, demonstrando-se sensível, submisso e teatral. Um pormenor a notar é uma frase que o Governador Ratcliffe, mesmo no início do filme, profere acerca de Wiggins e que este repete acerca do seu amo, quando este se revela uma desilusão para todas - "E eu que tinha tão boas recomendações" - com uma pontinha de ironia e de "karma" implícito.

## Músicas
Ratcliffe canta duas das canções presentes na banda sonora de Pocahontas. São elas:
- Pocahontas
  - "Ouro, meu, meu, meu!"
  - "Bábaros"

## Curiosidades
- Na primeira cena em que aparece, Ratcliffe encontra-se no cais, prestes a embarcar, quase simultaneamente à sua subida ao barco, um rato trepa uma das cordas, de modo a dar ênfase ao "rat" (=rato) no seu nome, RATcliffe.
- O boneco que representa Ratcliffe, curiosamente, não usa a sua tão distinta capa.
- O primeiro nome de Ratcliffe é John e, dado já haver um John (John Smith) na história, decidiu-se não se mencionar este facto, para não causar confusão.